# Atheneum
Atheneum（荷蘭語：atheneum）是荷兰、比利时、卢森堡、蘇利南、刚果民主共和国、卢旺达、蒲隆地等国的一种中等教育形式，得名于古罗马皇帝哈德良创立的学校Athenaeum。在荷兰，atheneum学制为六年，面向12-18岁学生，相当于初中加高中，成功完成atheneum课程的考生可以入读荷兰大学本科课程。